# Flávio Ramos

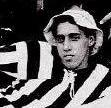
Flávio, adolescente, ao criar o Botafogo

Flávio da Silva Ramos (Rio de Janeiro, 14 de abril de 1889 – Rio de Janeiro, 14 de setembro de 1967) foi um dos meninos fundadores do Botafogo Football Club, atual Botafogo de Futebol e Regatas, no ano de 1904.

## Biografia
Flávio foi um dos idealizadores e fundadores do Botafogo, em 1904, quando tinha apenas 15 anos de idade, foi dele a ideia de criar o clube. Estudava no Colégio Alfredo Gomes e no mesmo período, junto com amigos adolescentes, fundou o Botafogo. A ideia de criar o clube surgiu quando assistia uma aula ao lado do amigo Emmanuel Sodré. Flávio entregou um bilhete a Emmanuel com o texto: 
“O Itamar tem um clube de futebol na Rua Martins Ferreira. Vamos criar mais um no Largo dos Leões?"

À noite, Ramos conversou com Octavio Werneck, persuadindo-o a criar um novo clube, e em 12 de agosto de 1904, o clube foi fundado em uma casa na esquina da Rua Conselheiro Gonzaga com Rua Humaitá  que foi cedida ao clube pela avó de Flávio, Dona Chiquitota. O time passou a se chamar “Electroclub”, um mês depois mudando o nome para “Botafogo” a pedido da mesma avó.

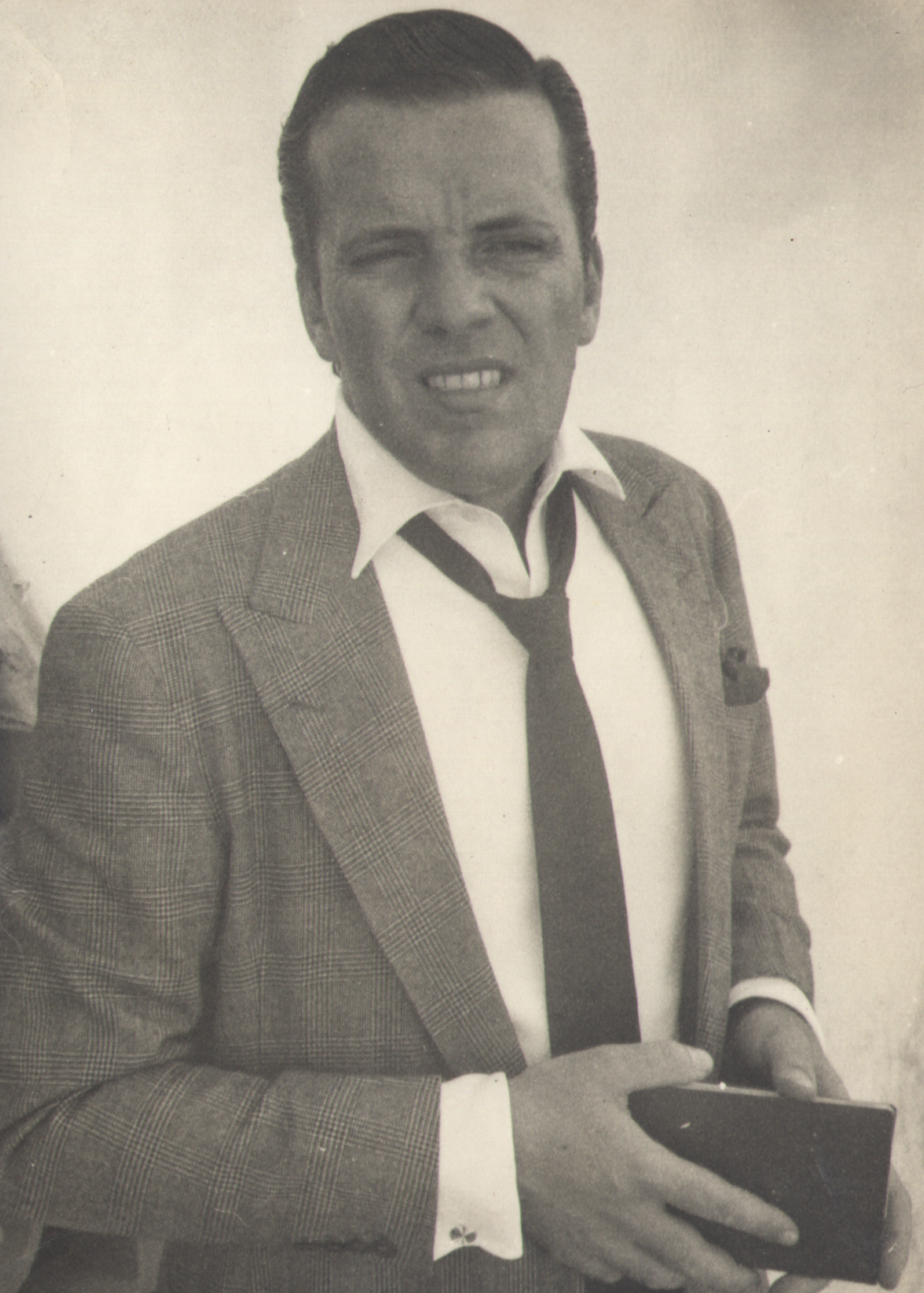
Flávio Ramos, adulto

Flávio foi jogador (goleiro e depois atacante), sócio nº 1, primeiro presidente e primeiro artilheiro da história do Botafogo Football Club, marcou o primeiro gol da história do clube contra o Petropolitano Football Club, em 21 de maio de 1905. Marcou 58 gols em 58 partidas pelo clube, de 1904 a 1913. Flávio também foi artilheiro do Campeonato Carioca duas vezes, e três vezes campeão carioca, entre elas do histórico título de 1910, que deu ao clube a alcunha de O Glorioso, marcou 7 gols na histórica partida por 24 a 0 contra o Sport Club Mangueira, que ocorreu em 30 de maio de 1909, até hoje a maior goleada da história do futebol brasileiro.
Flávio conquistou mais dois campeonatos, 1910 e 1912. Depois disso, encerrou a carreira de jogador. Em 1928, Flávio Ramos treinou o Botafogo. Já em meados da década de 1930, Flávio se envolveu em um episódio inusitado: em um jogo entre Botafogo e América, o atacante Álvaro fez falta e Flávio começou a gritar com o árbitro para expulsá-lo. Álvaro respondeu virando-se para a arquibancada e abaixando o calção. Flávio Ramos então entrou em campo e deu um tapa na cara do jogador.
Flávio da Silva Ramos faleceu a 14 de Setembro de 1967, aos 78 anos, no Rio de Janeiro, depois de ter a felicidade de acompanhar a era de ouro do Botafogo.

## Honras
Campeão Campeonato Carioca: 1907, 1910, 1912
Artilheiro do Campeonato Carioca de 1907: 6 gols 
Artilheiro do Campeonato Carioca de 1909: 18 gols